# إليزابيث الثانية
إِلِيزَابِيث الثَّانِية، واسمها الكَامِل إِلِيزَابِيث أَلِكسندرا ماريّ (الإنجليزية:Elizabeth Alexandra Mary؛ 21 أبريل 1926م - 8 سبتمبر 2022) كانت الملكة الدستورية لأربع عشرة دولة من مجمُوع ثلاثة وخمسين من دول الكومنولث التي ترأستها، كما ترأست كنيسة إنجلترا الأنجليكانية. منذُ 6 فبراير 1952 حتى وفاتها في 8 سبتمبر 2022. وكانت ملكة المملكة المتحدة وكندا وأستراليا ونيوزيلندا، ورئيسة الكومنولث وملكة 12 دولة أصبحت مستقلة مُنذ انضمامها، وهي: جامايكا، باربادوس، باهاماس، غرينادا، بابوا غينيا الجديدة، جزر سليمان، توفالو، سانت لوسيا، سانت فينسنت والغرينادين، بليز، أنتيغوا وباربودا، سانت كيتس ونيفيس.
مُنذ عام 1956 حتى 1992، تراوح عدد الممالك التابعة لها؛ حيث حصلت بعض الأراضي على استقلالها، والبعض الآخر من الممالك تحول إلى جمهوريات. فاليوم، بجانب أول أربع دول من القائمة المذكورة سابقا، صارت ملكة جامايكا، باربادوس، البهاما، غرينادا، بابوا، جزر سليمان، توفالو، سانت لوسيا، سانت فنسنت والجرينادين، بليز، أنتيغوا وباربودا وسانت كيتس ونيفيس. والملكة إليزابيث الثانية هي أطول ملوك بريطانيا عمراً، وهي أطول ملوك بريطانيا جلوسا على العرش بعد تخطيها فترة الستة عقود التي حكمت فيها جدة جدها الملكة فيكتُوريا البلاد.
وُلدت إليزابيث في لندن وتلقَّت تعليماً خاصّاً في منزلها. ارتقى والدها، جورج السادس، عرش بريطانيا بعدما تنازل له شقيقه إدوارد الثامن عنه في عام 1936م، ومُنذُ ذلِك الحين أصبحت إليزابيث الوريث المفترض للعرش. ومن هنا، أخذت إليزابيث الواجبات العامة على عاتقها أثناء الحرب العالمية الثانية؛ حيث انضمت هناك للعمل في الخدمة الإقليمية الاحتياطية. وفي عام 1947م، تزوَّجت الملكة إليزابيث من الأمير فيليب، (دوقإدنبرة)وأنجبت منه أطفالها الأَربعة: الأمير تشارلز،'' أمير ويلز'' والأميرة آن؛ والأمير أندرو،(دوق يورك)وأخيراً الأمير إدوارد،(نبيل وسكس)
ومن ضمن الزيارات التاريخية العديدة التي قامت بها إليزابيث والاجتماعات التي عقدتها، زيارة رسمية إلى جمهورية أيرلندا، وأول زيارة رسمية من الرئيس الأيرلندي إلى بريطانيا العظمى، بالإضافة إلى زيارات متبادلة من وإلى البابا. وقد شهدت أيضا تغيرات دستورية كبرى؛ كانتقال السلطة في المملكة المتحدة، والتوطين الكندي، وإنهاء الاستعمار في أفريقيا. وقد حكمت إليزابيث أيضاً من خلال مختلف الحروب والصراعات الداخلية فيها العديد من ممالكها.
ومن أسعد الأوقات في حياة إليزابيث كانت أيام ميلاد وزواج أولادها وأحفادها، وتنصيب الأمير تشارلز على ولاية ويلز، والاحتفال بأهم الإنجازات والأحداث التاريخية كمناسبة اليوبيل الفضي والذهبي والماسي في عام 1977م، 2002م، 2012م على التوالي. أما عن لحظات الحزن والأسى فكانوا، لحظة موت أبيها عن عمر يناهز الـ 56 عاما، واغتيال خال الأمير فيليب، اللورد لويس مونتباتن، وانهيار زواج أبنائها في عام 1992م، ذلك العام الذي يُطلق عليه العام المشؤوم، ووفاة الأميرة ديانا، أميرة ويلز والزوجة الأولى للأمير تشارلز، أيضاً وفاة والدتها وشقيقتها في عام 2002م. وأحيانا كانت تواجه الملكة رد فعل الجمهور وآرائهم، بالإضافة إلى انتقادات صحفية لاذعة للعائلة المالكة، ولكن لا يزال الدعم للنظام الملكي ولشعبيتها قويًا. في 9 سبتمبر 2015 حطمت الملكة «إليزابيث الثانية» رقمًا قياسيًا بالجلوس على عرش المملكة لـ 63 عامًا وسبعة أشهر، وتخطت العاهلة البريطانية جدتها الثالثة الملكة «فيكتُوريا» التي كانت تحمل اللقب.

## نشأتها

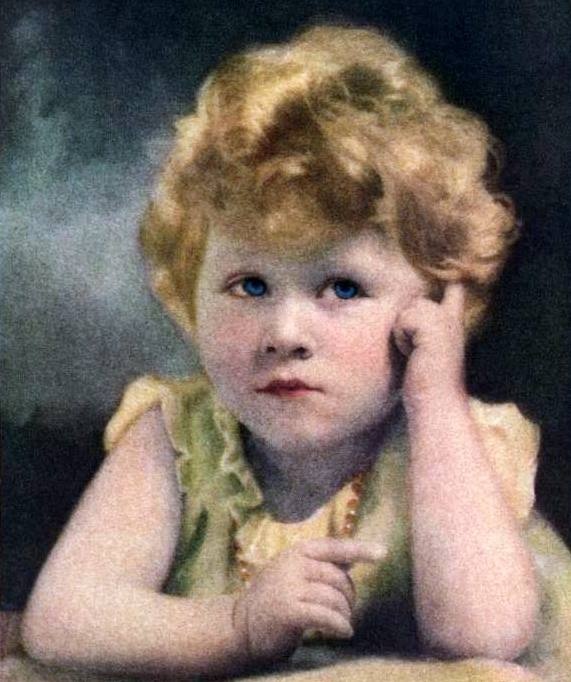
صورة للأميرة إليزابيث وهي في الثالثة من عمرها، عام 1929م

إليزابيث هي الابنة الأولى للملك جورج السادس (لاحقا الملك جورج السادس)، وقرينته إليزابيث، دوقة يورك (لاحقا الملكة إليزابيث). والدها هو الابنُ الثاني للملك جورج الخامس والملكة ماري، ووالدتها هي الابنة الصغرى للأرستقراطي الاسكتلندي كلود باوز ليون الإيرل الـ14 لستراثمور وكينغورن. وُلدت إليزابيث بعملية جراحية (وهي ما تُسمى بالولادة القيصرية) في الساعة الثانية وأربعين دقيقة صباحاً بتوقيت جرينيتش في اليوم 21 من شهر إبريل بمنزل جِدّهَا لأمها في لندن: شارع بروتون بمدينة مايفير. وتم تعميدها على يد رئيس الأساقفة الإنجيلي «كوزمو جوردون لانج» في كنيسة خاصة بقصر بكنغهام في يوم 29 من شهر مايو، وسُميت إليزابيث نسبة إلى والدتها، وألكسندرا نسبة إلى والدة الملك جورج الخامس، التي كانت قد توفت قبل ذلك بستة أشهر، كما سُميت أيضاً ماري نسبة إلى جدَّتها لأبيها. كانت عائلتها المقربة منها تناديها ب«ليليبت». كان جدَّها، جورج الخامس، يعتز بها كثيراً، ونسبت إليها الصحافة العامة زياراتها الدائمة له في أثناء مرضه عام 1929م، كما سجل كُتاب السيرة دورها في رفع معنوياته ومساعدته على الشِّفاء.
كانت إليزابيث تكبر أختها الوحيدة، الأميرة مارجريت، في العمر بنحو أربع سنوات. وتلقت كلاهما تعليمهما في المنزل تحت إشراف والدتهما والمربية الخاصة ماريون كراوفورد، التي كانت تُدعى أحيانا «كروفي». ركزت الدروس الَّتِي كانت يتلقونها على التاريخ، واللغة، والأدب، والموسيقى. ومما تسبب في استياء العائلة المالكة هو قيام كروفي، المربية، بنشر سيرة إليزابيث ومارجريت بعنوان «الأميرات الصغيرات.» تتحدث فيها عن سنوات طفولتهما. يصف الكُتاب حب إليزابيث للخيول والكلاب، كما يصف انضباطها وتحملها للمسؤولية. وردد آخرون بعض ملاحظاتهم على شخصية إليزابيث: فوصفها ونستون تشرشل وهي في الثانية من عمرها بأنها ذات شخصية مميزة؛ فلديها حس تأملي ووقع من السلطة مذهل منذ كانت طفلة. كما وصفتها مارجريت رودوس، ابنة عمها، بأنها بنت مرحة صغيرة ولكنها في الأساس حساسة وحسنة السلوك .

## الوارث المفترض

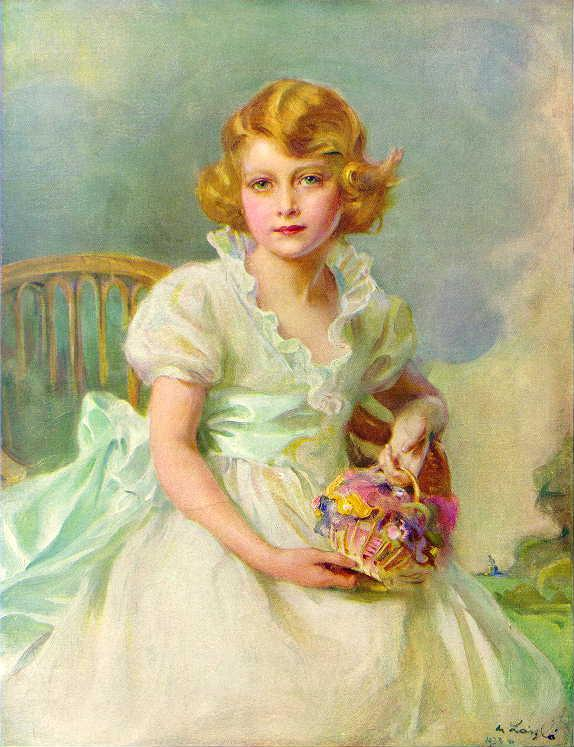
صورة للأميرة إليزابيث وهي في السابعة من عمرها، رسمها فيليب دي لازلو عام 1933

في أثناء فترة حكم جدّها، كانت إليزابيث هي المرشحة الثالثة لتولي العرش، بعد عمها الأمير إدوارد أمير ويلز، وأبيها دوق يورك. كان ميلاد إليزابيث في الصالح العام، إلا أنه لم يكن من المُتوقع وصولها للحكم؛ وذلك لأن أمير ويلز كان لا يزال شاباَ، ومن المُتوقع أن يتزوج وينجبُ أبناء. وعندما توفى جدها، جورج الخامس، في 1936م وخلفه عمها، أصبحت إليزابيث هي المرشحة الثانية للخلافة من بعد أبيها. وفي وقت لاحق من ذلك العام، تنازل إدوارد الثامن عن العرش بعد رغبته في الزواج من واليس سمبسون دوقة وندسور، وهي امرأة مطلقة، مما تسبب في خلق أزمة دستورية في المملكة المتحدة وبريطانيا العظمى. وبالتالي، أصبح الملك جورج السادس، والد إليزابيث، هو ملك بريطانيا العظمى، وأصبحت إليزابيث هي الوارث المفترض.ولو أنجب والداها ولدا لاحقا، لما كان لإليزابيث سوى أن تخسر مكانتها كوارث مفترض ليحظى شقيقها بهذه المكانة ويصير هو ولي العهد.
تلقت إليزابيث دروسا خاصة في التاريخ الدستوري على يد هنري مارتن، نائب مدير جامعة إيتون، وتعلمت اللغة الفرنسية من خلال سلسلة من المربيات الفرنسيات الناطقات باللغة. وشُكلت حركة الفتيات المرشدات خصيصاً لكي تتمكن إليزابيث من تحقيق التواصل الاجتماعي والاختلاط مع بنات من نفس عمرها، وهي أول حركة تُشكل في قصر بكنغهام. وصارت لاحقاً عضو في منظمة من المنظمات التوجيهية.
وفي عام 1939م جال والدا إليزابيث كندا والولايات المتحدة. وعندما جال والداها أستراليا ونيوزيلندا في عام 1927م، بقيت إليزابيث في بريطانيا؛ حيث رأى والدها أنها ما زالت صغيرة جدا على أن تقوم بمثل هذه الجولات. ولذلك بدت إليزابيث دامعة لمغادرة والديها. ولكنهم كانوا يتراسلون بانتظام، حتى أنها أجرت هي ووالديها أول مكالمة هاتفية عبر المحيط الأطلسي في 18 مايو.

### الحرب العالمية الثانية
في عام 1939م، دخلت بريطانيا الحرب العالمية الثانية التي استمرت حتى عام 1945م. وفي أثناء الحرب، تعرضت لندن إلى عمليات قصف جوي متكررة، وتم إجلاء العديد من الأطفال في لندن. وعندئذ، اقترح اللورد هايلشام، أحد كبار الساسة في ذلك الوقت، ضرورة ترحيل الأميرتين إلى كندا، ولكن والدة الأميرتين رفضت بشدة قائلة: «لن تغادر الأميرتان بدوني، وأنا لن أغادر بدون زوجي، وزوجي لن يترك بريطانيا العظمى.» وبقيت الأميرة إليزابيث وأختها الأميرة مارجريت في قلعة بالمورال باسكتلندا، حتى انتقلوا إلى منزل ساندرينجهام بنورفولك في يوم رأس السنة الميلادية لعام 1939م. ومكثوا في رويال لودج بوندسور من فبراير إلى مايو 1940م، حتى انتقلوا إلى قلعة وندسور، حيث مكثوا فيها حوالي خمس سنوات. وفي وندسور، نظم الأميرات التمثيليات الصامتة، أو ما يطلق عليها الإيمائية، في الكريستماس لمساعدة الملكة في شراء الغزل لنسج ملابس الجيش. وفي عام 1940، قدمت إليزابيث أول بث إذاعي لها وهي في الرابعة عشر من عمرها من خلال ساعة الأطفال على قناة البي بي سي (BBC) مخاطبة الأطفال الآخرين الذين تم أُجلوا من المدن. وقالت: «إننا نحاول فعل كل ما بوسعنا من أجل مساندة جنودنا والبحارة والطيارين البواسل، كما نحاول أيضا تحمل نصيبنا من أسى وخطر الحرب. ونعلم جميعا أن في النهاية كل شيء سيكون على ما يُرام.»

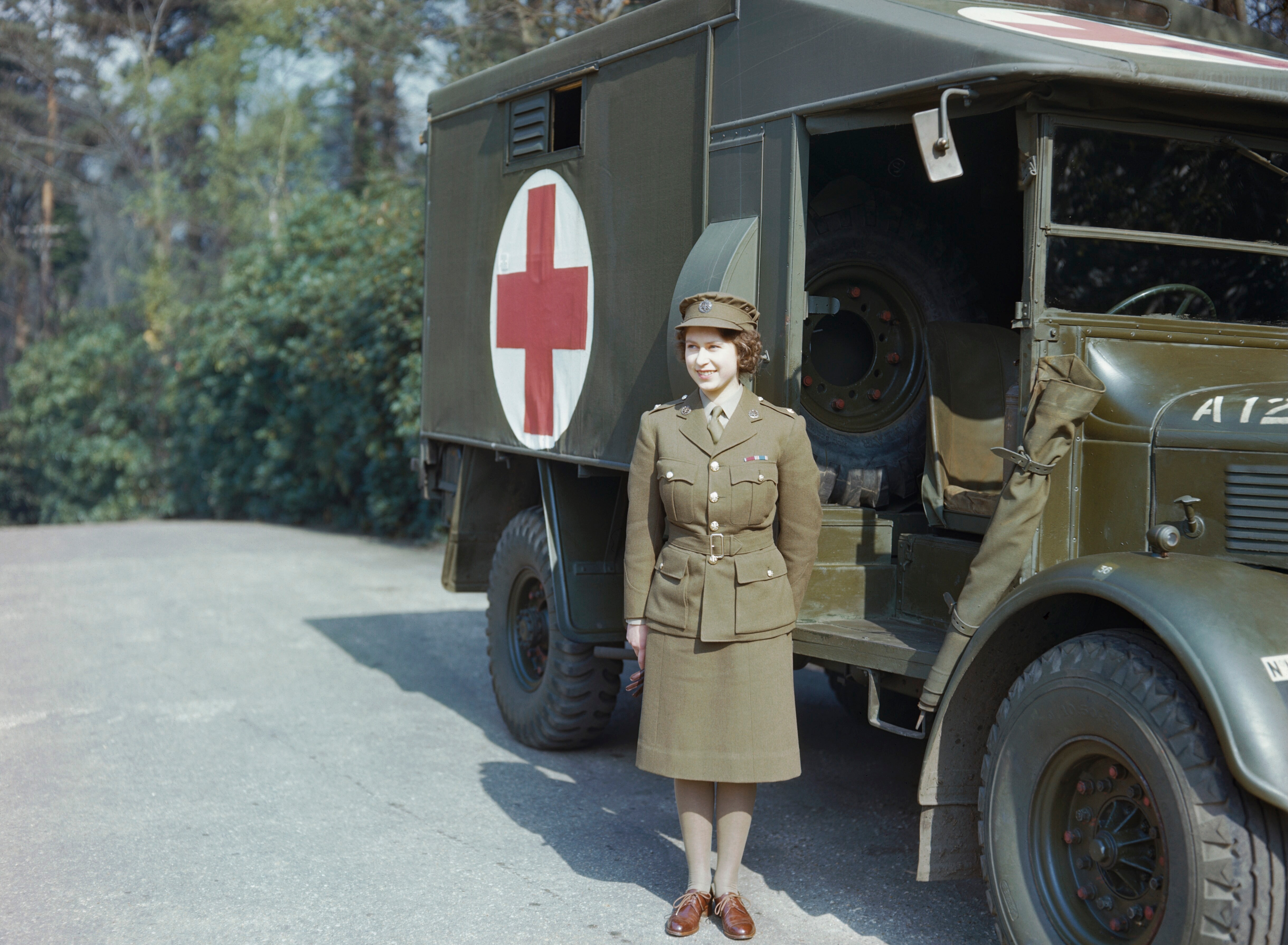
صورة لإليزابيث بزي الخدمة الإقليمية المساعدة في إبريل 1945م

في عام 1943، قامت إليزابيث بزيارة فرق المشاة، فقد عينت برتبة عقيد في العام السابق، وكان هذا أول ظهور علني منفرد لها وهي في السادسة عشر من عمرها. وعندما اقتربت إليزابيث من سن الثامنة عشر، تغيرت القوانين لتمكنها من العمل كواحدة من خمس مستشارين للدولة في حالة عجز والدها أو وجوده خارج البلاد، مثلما حدث عندما كان في زيارة لإيطاليا في يوليو عام 1944م. وفي فبراير 1945، انضمت إليزابيث للخدمة الإقليمية الداعمة للمرأة، باعتبارها ملازم أول، كرتبة تشريفية ورقم الخدمة 230873. وتدربت إليزابيث على القيادة والميكانيكا وبعد خمسة أشهر رقيت لتكون قائد فخري.
وبعد انتهاء الحرب وفي يوم الاحتفال بانتصار أوروبا، تنكرت الأميرتان إليزابيث ومارجريت واختلطتا مع الحشود التي كانت تحتفل في شوارع لندن. ولاحقا، صرحت إليزابيث في مقابلة نادرة لها: «لقد طلبنا من والدينا السماح لنا بالذهاب لنشاهد الاحتفالية بأعيننا. وأتذكر أننا كنا مرعوبتين لو أن تعرف علينا أحد... كما أتذكر أيضا طوابير من أناس غير معروفين كانوا يربطون الأسلحة ويسيرون في شارع وايت هول، كل ما فعلناه هو أننا فتحنا لهم الطريق وأخذنا ننظر إليهم بسعادة غامرة وارتياح.»

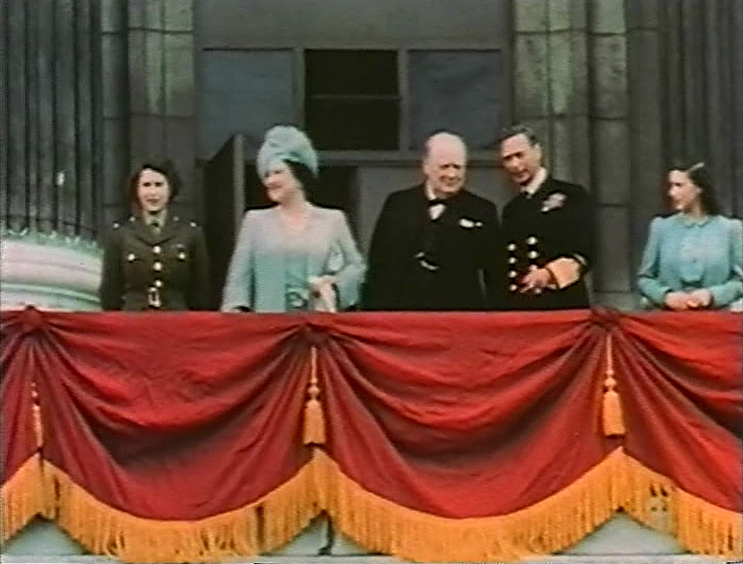
صورة للأميرة إليزابيث وهي بالزي العسكري في شرفة قصر باكنجهام مع والدتها الملكة إليزابيث وونستون تشرشل، رئيس الوزراء البريطاني، والملك جورج السادس والأميرة مارجريت في 8 مايو 1945م

وخلال الحرب العالمية الثانية، تم التخطيط للقضاء على القومية الويليزية من خلال دمج إليزابيث على نحو أوثق مع ويلز، وتُعد الآن جزءاً من المملكة المتحدة. هذا، وقد استبعدت بعض المقترحات مثل تعيينها كحاكم قلعة كارنارفون، أو رئيس الرابطة الويليزية للشباب، وذلك خوفا من تعاطف إليزابيث مع المستنكفون ضميريا في الوقت عندما كانت بريطانيا فيه في حالة حرب. واقترح الساسة الويليزيين تنصيبها على العرش وإعلانها أميرة ويلز عندما تبلغ الثامنة عشر عاما. وأيد هربرت موريسون، وزير داخلية بريطانيا آنذاك، ذلك الاقتراح، الذي رفضه الملك، وذلك لشعوره بأن هذا اللقب يختص بزوجة أمير ويلز فقط، وأمير ويلز دائمًا من يكون وليّ العهد. وفي عام 1946م، عينت في مملكة الشعراء الويليزية في المهرجان الوطني للشعر والموسيقى في ويلز.
وفي 1947م، ذهبت إليزابيث لأول مرة في رحلة عبر البحار في أفريقيا الجنوبية بصحبة والديها. وأثناء هذه الرحلة، في بث لدول الكومنولث في يوم ميلادها الحادي والعشرين تعهدت بالآتي:
«أعلن أمامكم جميعا أنني سأكرس حياتي كلها، سواء كان عمري طويلاً أو قصيراً، لخدمتكم وخدمة إمبراطوريتنا العظيمة، تلك العائلة الكبيرة التي ننتمي إليها جميعا.»

### الزواج والعائلة
قابلت إليزابيث زوجها المستقبلي الأمير فيليب مونتباتن دوق إدنبرة، ابن الأمير اليوناني الدنماركي آندرو والأميرة أليس أميرة بيتينبرغ، في عامي 1934م و1937م. وهما قريبان من خلال كريستيان التاسع ملك الدنمارك، حيث أنه والد جد الأمير فيليب لأبيه، وجدٌ ثالث لإليزابيث؛ كما أنهما قريبان من خلال الملكة فيكتُوريا كذلك، حيث أنها جدة ثالثة لكليهما معاً. وبعد مقابلته مرة أخرى في الكلية الملكية البحرية في دارتموث في يوليو 1937م، اعترفت إليزابيث بأنها قد وقعت في حبه، رغم أن كان عمرها آنذاك ثلاثة عشر عام فقط، ومن بعدها بدءا في تبادل الخطابات. وتم الإعلان رسميا عن خطوبتهما في يوم 9 يوليو 1947م.
كان هناك الكثير من الاعتراضات على خطوبتهما؛ وذلك لأن وضع الأمير فيليب المالي آنذاك كان سيِّئاً، هذا غير أنه وُلد بالخارج (رغم أنه يُعد مواطناً بريطانيًا خدم البحرية الملكية البريطانية خلال الحرب العالمية الثانية) وأخواته البنات متزوجات من نبلاء ألمان ذوي صلة بالنازية. كتبت ماريون كروفورد: «رأي بعض مستشاري الملك أن الأمير فيليب لا يناسب إليزابيث؛ فهو أمير بلا وطن ولا مملكة. فقد تناولت الصحف كثيرًا موضوع أصوله الأجنبية.» وذُكر عن والدة إليزابيث في السير الذاتية أنها كانت معارضة لهذا الزواج من البداية، حتى أنها كانت تدعو فيليب ب«الهوني» (وذلك نسبة إلى الإمبراطورية الهونية). ولكنها أخبرت تيم هيلد، كاتب السيّر، لاحقا أن «فيليب رجل إنجليزي».
وقبل الزواج، تخلى فيليب عن ألقابه الملكية التي قد حصل عليها من اليونان والدنمارك. وتحول من الكنيسة اليونانية الأرثوذكسية إلى الكنيسة الأنغليكانية، وصار الملازم فيليب مونتباتن آخذاً كنية عائلة والدته البريطانية. وقبل الزفاف فقط، صار دوق إدنبرة ومُنح لقب صاحب السمو الملكي.
تزوج دوق إدنبرة، فيليب، والأميرة إليزابيث في دير وستمنستر في يوم 20 نوفمبر عام 1947م. وتلقوا بعد زفافهم حوالي 2500 هدية من جميع أنحاء العالم. ولأن بريطانيا، في ذلك الوقت، لم تكن قد تعافت تماما من أثار الحرب، طلبت الأميرة القسائم التموينية لشراء الخامات اللازمة لفستان زفافها، الذي قام بتصميمه نورمان هارتنل. في بريطانيا ما بعد الحرب، لم يكن مسموحاً لدوق إدنبرة أن يدعو أقاربه الألمان لحضور حفل زفافه، بما فيهم شقيقاته البنات الثلاثة اللواتي مازلن على قيد الحياة. حتى أن دوق وندسور، الملك إدوارد الثامن سابقا، لم يُدعَ لحفل الزفاف هو الآخر.
أنجبت إليزابيث أول موالِيدها، الأمير تشارلز، في 14 نوفمبر 1948م. وقبل ذلك بشهر، كان الملك قد بعث لها بخطابات يمنحها فيها إجازة لأطفالها باستخدام ألقابه الملكية ليعيشوا كأمراء وأميرات، ولولا ذلك ما كان حصل أبنائها على مثل هذه الألقاب؛ نظرا لأن والدهما ليس أميراً ملكياً. وأنجبت إليزابيث ثاني مولود لها، الأميرة آن في عام 1950م.
وعقب زفافهما، استأجر الزوجان بيتاً في قرية ويندلشام بالقرب من قلعة وندسور حتى 4 يوليو 1949م، وبعد ذلك نقلوا إقامتهم إلى قصر كلارنس بلندن. أقام دوق إدنبرة، خلال أوقات مختلفة بين عاميّ 1949م و1951م، في مستعمرة مالطا الإنجليزية، جمهورية مالطا حاليا، ليخدم ضابطًا في البحرية الملكية. مكث فيليب والأميرة إليزابيث، بشكل متقطع، لعدة أشهر في قرية جواردامانجيا بفيلا جواردامانجيا، التي استأجرها لورد مونتباتن، عم فيليب، وظل أطفالهما في بريطانيا.

## فترة حكم إليزابيث الثانية

### اعتلاء العرش

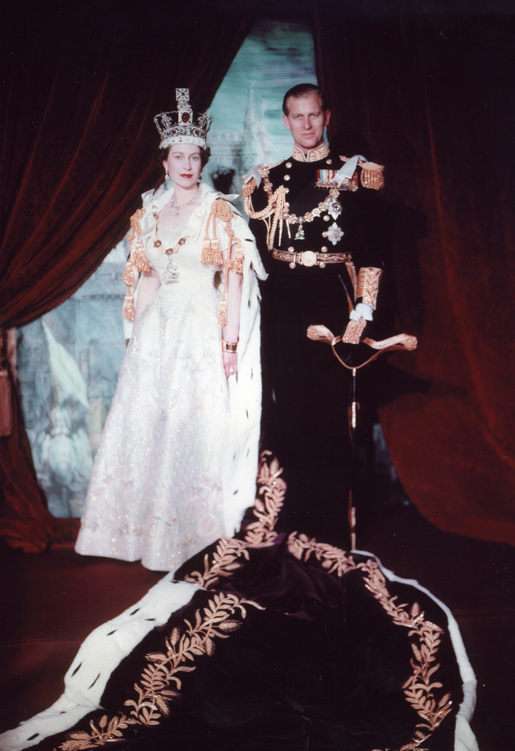
صورة للملكة إليزابيث في حفل تتويجها وبجانبها زوجها فيليب دوق إدنبره

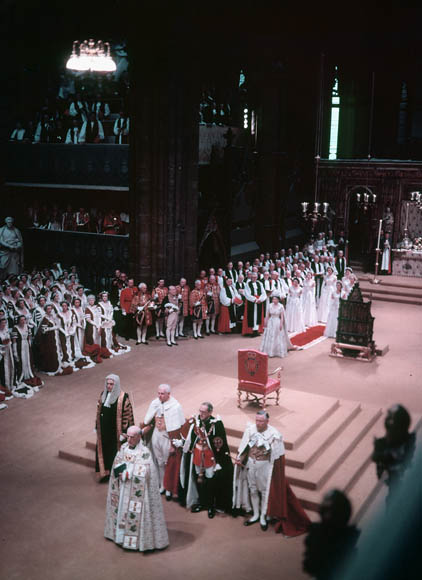
حفل تتويج الملكة إليزابيث الثانية

تدهورت الظروف الصحية للملك جورج السادس خلال عام 1951م، ومن هنا بدأت إليزابيث تظهر بشكل متكرر مكانه في المناسبات العامة. حتى أنها عندما قامت بجولة في كندا، وقامت بزيارة للرئيس الأمريكي هاري ترومان بواشنطن العاصمة في أكتوبر 1951م، كان يحتفظ مارتن تشارتريز، السكرتير الخاص لإليزابيث، بإعلان وصولها للعرش في حالة وفاة الملك أثناء تواجدها في تلك الجولة خارج البلاد. وفي أوائل عام 1952م، جهز فيليب وإليزابيث للقيام بجولة إلى أستراليا ونيوزيلندا عن طريق كينيا. وفي يوم 6 فبراير من عام 1952م، وبعدما عادت إليزيبيث وزوجها فيليب إلى قصر سقانا لودج بكينيا، بعد ليلة قضوها في فندق ترتوبس، جاءهم خبر وفاة الملك. نقل فيليب هذا الخبر للملكة الجديدة. وطلب منها مارتن تشارتريز أن تختار اسم خلال فترة حكمها، كما يفعل الكثير من الملوك والباباوات، ولكنها فضلت أن تبقى إليزابيث كما هي. وبعد ذلك، تم الإعلان عن الملكة الجديدة في كل الممالك التابعة لبريطانيا وبسرعة عاد الحزب الملكي المملكة المتحدة. وانتقلت هي ودوق إدنبره إلى قصر بكنغهام.
ومع وصول إليزابيث للعرش، كان من الأرجح أن تحمل العائلة الملكية اسم الزوج، لتصبح عائلة مونتباتن، وذلك تماشيا مع العرف السائد وهو أن تحمل المرأة اسم زوجها بعد الزواج. ولكن فضل ونستون تشرشل، رئيس وزراء المملكة المتحدة، والملكة ماري، جدة إليزابيث لأبيها، الاحتفاظ باسم وندسور، وبناءً على ذلك، أصدرت إليزابيث فرمان، في 9 إبريل 1952م، بإبقاء اسم وندسور على العائلة الملكية، الأمر الذي أزعج دوق إدنبرة كثيراً حيث قال: "إنني الوحيد بهذه الدولة الذي لا يحق له إعطاء اسمه لأولاده. في عام 1960م وبعد وفاة الملكة ماري في 1953م، وبعد استقالة تشرشل في 1955م، حمل فيليب وأبنائه الذكور، الذين لا يحملون أي ألقاب ملكية، لقب "وندسور مونتباتن".
وفي وسط التحضيرات لحفل تتويج الملكة إليزابيث على العرش، أخبرت الأميرة مارجريت أختها بأنها تتمنى الزواج من بيتر تاونسند، الذي يكبرها بأكثر من 16 عامًا ومنفصل عن زوجته التي أنجب منها طفلين. طلبت منهم إليزابيث أن ينتظروا لمدة عام، وعلى حد تعبير مارتن تشارتيرز: «كانت الملكة متعاطفة معهم بالتأكيد، ولكنني أعتقد (أنها كانت تأمل) بأن الوقت سيُنسيهم موضوع الزواج هذا.» غير هذا، كان كبار الساسة معارضين لهذا الموضوع، كما كانت الكنيسة لا تسمح بالزواج مرة ثانية من بعد الطلاق. ولو وقعت الأميرة مارجريت عقد زواج مدني، فكأنها بذلك تُوقع على تخليها عن حقها في وراثة العرش. وفي النهاية، أخذت مارجريت قرارها بالتخلي عن أحلامها مع تاونسند. وتزوجت في عام 1960م من أنتوني أرمسترونغ جونز، الذي صار إيرل سنودون في العام التالي. ولكنهم انفصلوا في عام 1978م، ولم تتزوج الأميرة من بعد ذلك.
استمرت التحضيرات لحفل تتويج الملكة الجديدة، رغم وفاة الملكة ماريّ في 21 مارس؛ فكان هذا طلبها قبل أن تتوفى؛ أن يتم الحفل في موعده المُحدد له في 2 يونيو 1953م. وبالفعل أُقيم الحفل في الميعاد في دير وستمنستر كما هو مُرتب له، باستثناء تصوير وعرض، ولأول مرة على شاشات التليفزيون، العشاء السري والمسحة المقدسة (وهما طقوس دينية في المسيحية). صنع نورمان هارتنل فستان إليزابيث الذي حضرت به حفل التتويج وبناءً على طلبها، طرزهُ بزهور ترمز إلى كل دولة من دول الكومنولث، وهما: وردة تيودور الإنجليزية (وهي شعار النبالة لأسرة تيودور)، والبَلَّان الاسكتلندي، والكراث الويلزي، والنفل الأيرلندي، وزهرة الأكاسيا الأسترالية، وزهرة القيقب الكندية، ونبات السرسخ النيوزيلندي، وبروطيا من جنوب أفريقيا، واللوتس الهندي والسيلاني، والقمح والقطن والجوت الباكستاني.

### التطور المستمر في رابطة الكومنولث

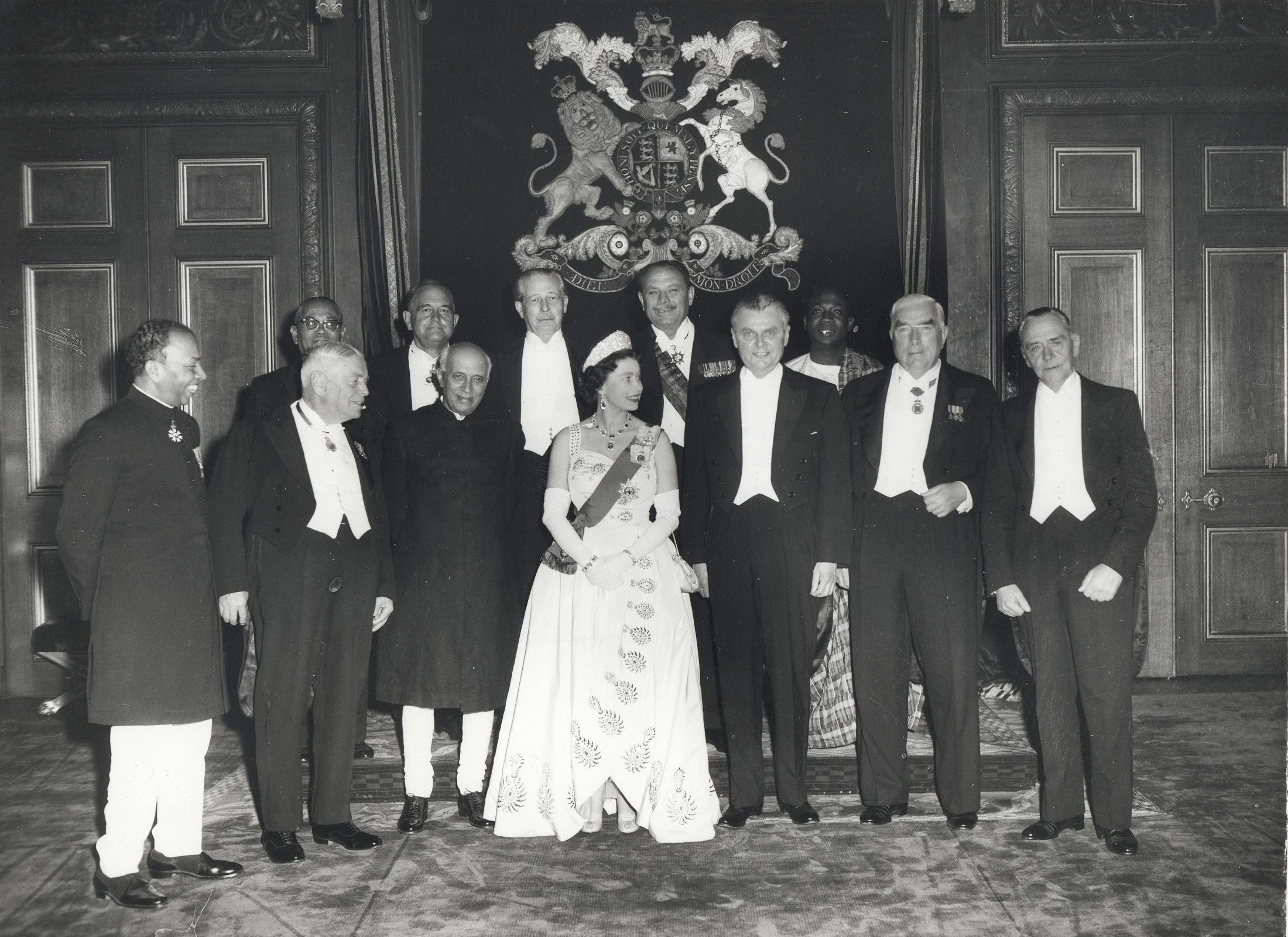
صورة تجمع إليزابيث ورؤساء حكومات دول الكومنولث التي ترأسها، خلال مؤتمر رؤساء وزراء دول الكومنولث في 1960م بقلعة وندسور

شهدت إليزابيث، خلال حياتها، التحول الدائم في الإمبراطورية البريطانية داخل كومنولث الأمم. فقبل اعتلائها العرش، كان قد تم تنصيبها رئيس لعدد من الدول المستقلة الأعضاء في رابطة الكومنولث. وخلال الفترة من 1953م إلى 1954م، شرعت الملكة إليزابيث وزوجها فيليب في القيام بجولة حول العالم لمدة ستة أشهر. وبذلك أصبحت أول ملكة حاكمة لأستراليا ونيوزيلندا تزور تلك البلدان. وفي أثناء هذه الجولة، تجمهرت حشود ضخمة من الناس، قُدروا بحوالي ثلاثة أرباع سكان أستراليا، لرؤية الملكة. وقد قامت الملكة إليزابيث، خلال فترة حكمها، بزيارات رسمية لدول أجنبية وجولات في دول الكومنولث؛ فكانت الملكة إليزابيث أكثر حاكمة سافرت في التاريخ.
في عام 1956م، ناقش جي موليه، رئيس الوزراء الفرنسي، مع أنطوني إيدن، رئيس وزراء بريطانيا، إمكانية ضم فرنسا إلى رابطة الكومنولث. لم يلق ذلك الاقتراح أي ترحيب، وفي العام التالي وقعت فرنسا اتفاقية روما، وبناءً عليها تأسست السوق الأوربية المشتركة، التي تعتبر تمهيدا لقيام الاتحاد الأوروبي بعد ذلك. وفي شهر نوفمبر من عام 1956م، قامت بريطانيا وفرنسا بغزو مصر في محاولة فاشلة لاحتلال قناة السويس. وزعم لورد مونتباتن أن إليزابيث كانت معارضة لهذا الغزو، الأمر الذي أنكره إيدن. وبعد ذلك بشهرين، قدم إيدن استقالته.
بعد غياب الآلية الرسمية في حزب المحافظين لاختيار زعيم، بعد استقالة إيدن، أصبح من مسؤولية الملكة أن تقرر لجنة لتشكيل الحكومة. أشار عليها إيدن استشارة اللورد سالزبوري رئيس المجلس. وبالفعل تباحث اللورد سالزبوري، وقاضي القضاة مع مجلس الوزراء البريطاني، وونستون تشرشل، ورئيس لجنة بكبنش 1922، وانتهت تلك المباحثات بتعيين الملكة للمرشح الذي أوصوا به، وهو: هارولد ماكميلان.
أدى اختيار خليفة إيدن وأزمة قناة السويس إلى أول انتقاد شخصي لاذع للملكة في عام 1957م. وكتب اللورد ألترينشام عنها، في المجلة التي يملكها ويحرر فيها، أنها بعيدة كل البعد عن تلك الأزمة. ونتج عن ذلك، التنديد بألترينشام، حتى أن قام واحدا من الجمهور بالتهجم عليه وإيذائه جسديا بسبب استفزازه من التعليقات التي كتبها بألترينشام في مجلته. وفي عام 1963م، بعد مرور ست سنوات، استقال ماكميلان ونصح الملكة بتعيين أليك دوغلاس هوم كرئيس وزراء بريطانيا، المشورة التي اتبعتها الملكة إليزابيث. ومرة أخرى تعرضت الملكة لانتقادات بسبب تعيينها لرئيس الوزراء بناءً على رأي عدد صغير من الوزراء، أو بمعنى أصح وزير واحد. وفي عام 1965م، تبنى المحافظون آلية رسمية لاختيار قائد، وبذلك يكونوا قد رفعوا الحرج عن الملكة.
قامت إليزابيث في 1957م بزيارة رسمية إلى الأمم المتحدة، وهناك ألقت كلمة أمام الجمعية العامة للأمم المتحدة باسم الكومنولث. وفي نفس الرحلة، قامت الملكة بافتتاح البرلمان الكندي الثالث والعشرين، وبذلك تُصبح الملكة الأولى لكندا التي تفتتح جلسة برلمانية. وبعد ذلك بعامين، قامت إليزابيث، بصفتها ملكة كندا، بزيارة الولايات المتحدة مرة أخرى، كما قامت بجولة في كندا، وذلك على الرغم من علمها بأنها حامل في ابنها الثالث فور وصولها مدينة سانت جونز، التي تقع على جزيرة نيوفاوندلاند. وفي عام 1961م، قامت بجولة في قبرص، والهند، وباكستان، ونيبال، وإيران. وفي زيارة إلى غانا، في نفس العام. طردت إليزابيث كل المخاوف بشأن أمنها وسلامتها، رغم أن الرئيس كوامي نكروما، المُستضيف لها والذي كان قد حل محلها كرئيس لغانا بعد استقلالها من الاستعمار البريطاني، كان هدفا أساسيا للقتلة. وكتب عنها هارولد ماكميلان: «كانت الملكة دائمًا قوية الإرادة في كل شيء في حياتها... كانت تضجر كثيرًا من أسلوب معاملتها... كنجمة سينمائية... وكان لها من القوة والشجاعة ما يكفي لتمثل دولتها وتكتسب ثقة شعبها... تحب الملكة واجبها وتقدره كثيرا؛ فهي خُلقت لتكون الملك.» ونقلت الصحافة عنها خلال جولتها في مقاطعة كيبك، قيام بعض المتطرفين المنضمين في حركة سيادة كيبك بالتخطيط لاغتيالها. لم تتم أي محاولة لقتلها، ولكن اندلعت أعمال الشغب أثناء ما كانت الملكة بمونتيريال. وكان هدوء الملكة وشجاعتها في مواجهة هذا العنف ملحوظة.

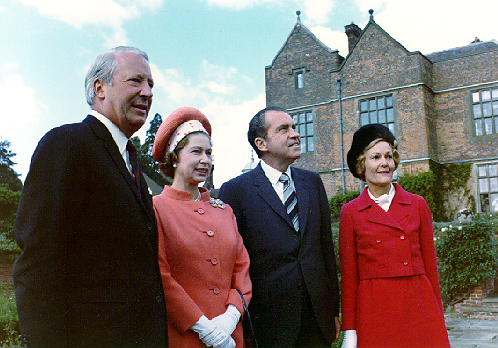
صورة للملكة إليزابيث وبجانبها رئيس الوزراء إدوارد هيث(من ناحية اليسار)، والرئيس الأمريكي ريتشارد نيكسون والسيدة الأولى بات نيكسون، في عام 1970م.

في فترة حمل الملكة إليزابيث بالأمير أندرو في 1959م، والأمير إدوارد في 1963م، كان هذان العامين، هما الفترات الوحيدة التي امتنعت فيهم إليزابيث عن افتتاح البرلمان البريطاني طيلة فترة حكمها. وبالإضافة إلى إتمام الاحتفالات الرسمية، استحدثت الملكة ممارسات جديدة. وفي أول رحلة ملكية لها على الأقدام خلال جولتها في أستراليا ونيوزيلندا في 1970م، التقت الملكة بأُناس عاديين من الجمهور.
شهدت فترة الستينيات والسبعينيات تسارع في إنهاء الاستعمار في أفريقيا ومنطقة البحر الكاريبي، حيث حصلت أكثر من 20 دولة على استقلالها عن بريطانيا كجزء من المرحلة الانتقالية للحكم الذاتي،كما هو مُخطط. ولكن بالرغم من ذلك، في عام 1965م، أعلن إيان سميث، رئيس وزراء جمهورية رودسيا، في معارضة لحكم الأغلبية، الاستقلال عن بريطانيا، في حين استمرار «ولاؤه وإخلاصه» للملكة إليزابيث؛ فهو استقلال من جانب واحد. واستمر حكمه لأكثر من عقد، وذلك على الرغم من أن الملكة أسقطته في إعلان رسمي، وعلى الرغم من فرض المجتمع الدولي لعقوبات على رودسيا.
في فبراير 1975م، في أثناء ما كانت إليزابيث في جولتها في الأسترونيزية المطلة على المحيط الهادئ، نصحها إدوارد هيث، رئيس الوزراء البريطاني، بالدعوة إلى انتخابات عامة، وطلب منها العودة إلى بريطانيا فورا. ونتج عن تلك الانتخابات، تعليق البرلمان؛ فحزب هيث للمحافظين لم يكن أكبر حزب، ولكن يمكنه البقاء في السلطة إذا قام بتشكيل ائتلاف مع الليبراليين. وقدم هيث استقالته فور علمه بالمناقشات التي تدور حول تشكيل الائتلاف. وبعد ذلك، طالبت الملكة زعيم المعارضة، هارولد ويلسون بتشكيل الحكومة.

## الرأي العام وشخصيتها

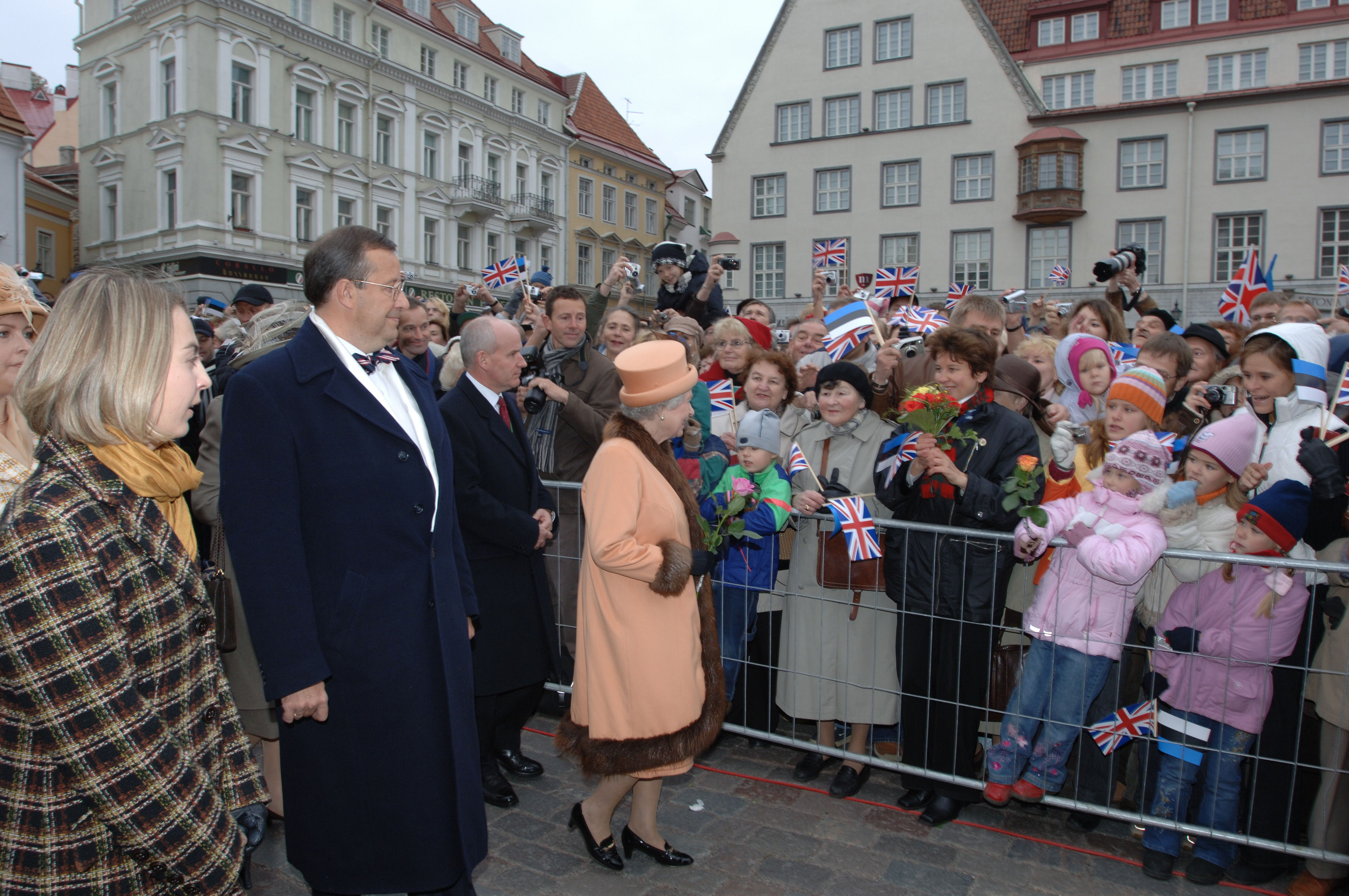
الملكة إليزابيث الثانية برفقة الرئيس الإستوني توماس هندريك إيلفس يحيون المتفرجين بمدينة تالين في إستونيا في أكتوبر عام 2006

لا يعرف أحد الكثير عن مشاعرها الشخصية؛ فهي نادرًا ما تجري مقابلات. لم تعبر الملكة إليزابيث صراحةً عن آرائها السياسية الخاصة في أي منتدى عام، ومن المخالف للعرف أن تسأل أو تكشف عن آرائها. أثناء إضراب عمال المناجم في 1984- 1985، سأل صحفي التايمز بول روتليدج الملكة عن آرائها حول الإضراب، فأجابت بأن الأمر يدور حول رجل واحد (في إشارة إلى آرثر سكارغيل)، ولكن روتليدج امتلك رأيًا مخالفًا لذلك. تعرض روتليدج لانتقادات واسعة في وسائل الإعلام لطرحه السؤال، وزعم أنه لم يكن مهيأ مسبقًا لزيارة الملكة ولم يكن على علم بالبروتوكولات. بعد استفتاء استقلال اسكتلندا عام 2014، ادعى رئيس الوزراء ديفيد كاميرون أنها كانت مسرورة بالنتيجة. يمكن القول إنها أصدرت بيان علني مشفر حول الاستفتاء، عندما أخبرت أحد النساء -خارج كنيسة بالمورال- بأنها تتمنى أن يفكر الشعب بعواقب الاستفتاء بحذر شديد. اتضح فيما بعد أن كاميرون طلب من الملكة الإعلان عن مخاوفها.
تتمتع إليزابيث بإحساس عميق بالواجب الديني والمدني، وتؤدي قسم تتويجها على محمل الجد. بصرف النظر عن دورها الديني الرسمي بصفتها الحاكم الأعلى لكنيسة إنجلترا، فهي عضو في تلك الكنيسة وفي الكنيسة الوطنية في اسكتلندا. أظهرت الملكة دعمها للعلاقات بين الأديان والتقت بقادة كنائس وديانات أخرى كمقابلتها البابا بيوس الثاني عشر ويوحنا الثالث والعشرون ويوحنا بولس الثاني وبندكت السادس عشر وفرانسيس. كذلك، تذكر بعض الملاحظات حول إيمانها في رسالة عيد الميلاد التي تبث إلى الكومنولث سنويًا. قالت في عام 2000:
بالنسبة للكثيرين منا، تعتبر معتقداتنا ذات أهمية أساسية. بالنسبة لي، توفر تعاليم المسيح ومسؤوليتي الشخصية أمام الله إطارًا أحاول من خلاله أن أعيش حياتي. أنا، مثل كثيرين منكم، استمد راحة كبيرة من كلمات المسيح ومثاله في الأوقات الصعبة.
ترعى إليزابيث أكثر من 600 منظمة وجمعية خيرية. قدرت مؤسسة شاريتيز إيد أن إليزابيث ساعدت في جمع أكثر من 1.4 مليار جنيه إسترليني للأعمال الخيرية خلال فترة حكمها. تتضمن اهتماماتها الترفيهية الرئيسية ركوب الخيل، وهي معروفة بحبها للكلاب، وخاصةً كلابها التي تنتمي لفصيلة كورجي بيمبروك الويلزية. بدأ حبها لكلاب الكورجي في عام 1933 مع دووكي، وهو أول كلب كورجي رعته عائلتها. في حالات قليلة، شوهدت إليزابيث في أجواء غير رسمية ضمن المنزل، كظهورها مع عائلتها –من حين لآخر- وهم يعدون الطعام ويغسلون الأطباق بعدها.
في خمسينيات القرن الماضي، عندما كانت شابة في بداية حكمها، صورت إليزابيث على أنها ملكة القصص الخيالية الساحرة. كانت الفترة التالية للحرب العالمية الثانية مليئة بالأمل وحافلة بالتقدم والإنجازات؛ ما بشر بعصر إليزابيثي جديد. لم تتعرض الملكة للانتقاد إلا في حالات نادرة؛ ومنها انتقاد لورد آلترنكهام في عام 1957، حين وصف خطابها بخطاب فتاة المدرسة المتزمتة. في أواخر ستينيات القرن الماضي، جرت محاولات لنقل صورة أكثر حداثة عن النظام الملكي في الفيلم الوثائقي التلفزيوني العائلة المالكة، ومن خلال بث تنصيب الأمير تشارلز كأمير لويلز. في الأماكن العامة، اعتادت ارتداء معاطف بألوان موحدة وقبعات المزخرفة، ما جعل رؤيتها وسط الزحام سهلًا.
في اليوبيل الفضي لها في عام 1977، كانت الحشود والاحتفالات متحمسة حقًا، ولكن في الثمانينيات، ازداد النقد العلني للعائلة المالكة، حين خضعت الحياة الشخصية والعملية لأطفال إليزابيث للتدقيق الإعلامي. تراجعت شعبيتها جدًا في التسعينيات. تحت ضغط الرأي العام، بدأت في دفع ضريبة الدخل لأول مرة، وافتتح قصر باكنغهام للجمهور. بلغ السخط من النظام الملكي ذروته بعد وفاة أميرة ويلز السابقة، ديانا، على الرغم من أن شعبية إليزابيث الشخصية - بالإضافة إلى الدعم العام للنظام الملكي- عاد بعد البث التلفزيوني المباشر الذي ألقته بعد خمسة أيام من وفاة ديانا.
في نوفمبر 1999، جرى استفتاء حول مستقبل النظام الملكي الأسترالي. أسفر الاستفتاء عن استمرار النظام بتفضيلهم انتخاب الرئيس بشكل غير مباشر. عزا العديد من الجمهوريين شهرة إليزابيث الشخصية إلى بقاء النظام الملكي في أستراليا. قالت رئيسة الوزراء جوليا غيلارد في عام 2010 إن الشعب يكن مشاعر عميقة للملكة في أستراليا، وقالت إن الاستفتاء التالي يجب أن يجرى بعد انتهاء فترة حكمها. يعتقد خليفتها، مالكولم تورنبول، الذي قاد الحملة الجمهورية في عام 1999، أن الأستراليين لن يصوتوا ليصبحوا جمهورية طوال فترة حياتها. قال تورنبول في عام 2021: « كانت رئيسة استثنائية للدولة، وأعتقد بصراحة، في أستراليا، أن عدد الإليزابيثيين أكبر من عدد الملكيين». وبالمثل، شهدت الاستفتاءات في كل من توفالو في عام 2008 وسانت فنسنت وجزر غرينادين في عام 2009، رفض الناخبين لمقترحات التحول إلى القيادة الجمهورية.
كشفت استطلاعات الرأي في بريطانيا عامي 2006 و2007 عن دعم قوي لإليزابيث، وفي عام 2012، عام اليوبيل الماسي لها، بلغت نسبة التأييد 90%. خضعت عائلتها للتدقيق مرة أخرى في عامي 2019 و2020 بسبب علاقة ابنها أندرو بجيفري إبستاين، المتهم بجرائم جنسية، وخروج حفيدها هاري وزوجته ميغان من العائلة المالكة وانتقاله لاحقًا إلى الولايات المتحدة.
صورت إليزابيث في مجموعة متنوعة من وسائل الإعلام من قبل العديد من الفنانين البارزين، بما في ذلك الرسامين بيترو أنيجوني وبيتر بليك وتشينوي تشوكوغو روي وتيرينس كونيو ولوسيان فرويد ورولف هاريس ودامين هيرست وجولييت بانيت وتاي شان شيرينبيرج. ومن بين المصورين البارزين لإليزابيث سيسيل بيتون ويوسف كارش وآني ليبوفيتز ولورد ليتشفيلد وتيري أونيل وجون سوانيل ودوروثي ويلدينج. التقط ماركوس آدامز أول صورة رسمية لإليزابيث في عام 1926.

## الأحوال المالية
كانت ثروة إليزابيث الشخصية موضع تكهنات لسنوات عديدة. في عام 1971، قدر جوك كولفيل، سكرتيرها الخاص السابق ومدير مصرفها، كوتس، ثروتها بمليوني جنيه إسترليني (ما يعادل 28 مليون جنيه إسترليني تقريبًا في عام 2019). في عام 1993، حقق قصر باكنغهام تقديرات تعادل 100 مليون جنيه إسترليني، وهي قيمة مبالغ بها على نحو فادح. في عام 2002، ورثت عقارًا تقدر قيمته بنحو 70 مليون جنيه إسترليني من والدتها. قدرت قائمة صاندي تايمز للأثرياء في عام 2020 ثروتها الشخصية بنحو 350 مليون جنيه إسترليني، ما جعلها تحتل المرتبة 372 في قائمة أغنى أغنياء المملكة المتحدة. احتلت المرتبة الأولى في القائمة عندما بدأت الصحيفة في عام 1989، بثروة بلغت 5.2 مليار جنيه إسترليني تضمنت أصولًا مملوكة للدولة (وهذا يعادل 13 مليار جنيه إسترليني اليوم).
لا تعتبر المجموعة الملكية، التي تضم الآلاف من الأعمال الفنية التاريخية وجواهر التاج البريطاني، من الممتلكات الشخصية للملكة، ولكنها بعهدتها. كذلك الأمر، تقع تحت هذا التصنيف مساكنها الرسمية -مثل قصر باكنغهام ووندسور- ودوقية لانكستر، وهي محفظة عقارية قدرت قيمتها بنحو 472 مليون جنيه إسترليني في عام 2015. أظهرت أوراق الجنة، التي سربت عام 2017، امتلاك دوقية لانكستر استثمارات في جزيرتي كايمان وبرمودا، وهما بذلك يشكلان ملاذًا ضريبيًا لها. ادعت تقديرات عام 2019 امتلاك شركة بريتيش كراون إستيت 14.3 مليار جنيه إسترليني. مع ذلك، تخضع هذه الشركة لعهدة العائلة الحاكمة، ولا يمكنها بيعها أو امتلاكها بصفة شخصية.

## وفاتها
في 8 سبتمبر 2022، أعلن قصر باكنغهام وفاة الملكة إليزابيث الثانية عن عمر يناهز 96 عاما، تزامن ذلك مع أنباء متواترة حول تدهور حالتها الصحية.

## شجرة العائلة

### النسب الأبوي
| النسب الأبوي |
| --- |
| النسب الأبوي هو المبدأ الكامن وراء العضوية في الأسر الملكية بحيث يمكن تتبعه عبر الأجيال - مما يعني أنه إذا اخترت إليزابيث الثانية ملكة المملكة المتحدة اسم عائلتها تاريخيًا بدقة فستكون سلالة فتين الألمانية، بحيث أن جميع أسلافها من الذكور من هذه الأسرة. تعتبر إليزابيث الثانية عضوة في أسرة وندسور التي تعتبر فرعاً من أسرة ساكس-كوبرغ وغوتا وبالتالي من سلالة فتين. النسب الأبوي لإليزابيث الثانية يتبع النسب التي ينحدر منها من الأب إلى الابن، بحيث يمكن إرجاع فروع أخرى من ملوك البرتغال وكذلك ملوك بلجيكا وملوك بلغاريا إلى فرع ساكس-كوبرغ وغوتا، بحيث يمكن تتبع الأصول إلى الفروع لأكثر من 1200 عام حتى يومنا هذا وبحيث تعتبر سلالة فتين واحدة من أقدم الأسر الملكية في أوروبا. 1. ديتريش الأول كونت فتين؛ ق.عقد920-976/75. 2. ديدو الأول كونت فتين؛ ق.905-1009. 3. ديتريش الثاني مارغريف لوساتيا السفلى؛ ق.990-1034. 4. ثيمو الأول كونت فتين؛ ق.1015-1091/90 أو قبل 1100. 5. كونراد الأول مارغريف مايسن؛ ق.1097-1157. 6. أوتو الثاني مارغريف مايسن؛ 1125-1190. 7. ديتريش الأول مارغريف مايسن؛ 1162-1221. 8. هاينريش الثالث مارغريف مايسن؛ ق.1215-1288. 9. ألبرشت الثاني مارغريف مايسن؛ 1240-1312. 10. فريدرش الأول مارغريف مايسن؛ 1257-1323. 11. فريدرش الثاني مارغريف مايسن؛ 1310-1349. 12. فريدرش الثالث مارغريف مايسن؛ 1332-1381. 13. فريدرش الأول ناخب ساكسونيا؛ 1370-1428. 14. فريدرش الثاني ناخب ساكسونيا؛ 1412-1464. 15. إرنست ناخب ساكسونيا؛ 1441-1486. 16. يوهان ناخب ساكسونيا؛ 1468-1532. 17. يوهان فريدرش الأول ناخب ساكسونيا؛ 1503-1554. 18. يوهان فيلهلم دوق ساكس-فايمار؛ 1530-1573. 19. يوهان الثاني دوق ساكس-فايمار؛ 1570-1605. 20. إرنست الأول دوق ساكس-غوتا؛ 1601-1675. 21. يوهان إرنست الرابع دوق ساكس-كوبرغ-زالفلد؛ 1658-1729. 22. فرانتس يوزياس دوق ساكس-كوبرغ-زالفلد؛ 1697-1764. 23. إرنست فريدرش دوق ساكس-كوبرغ-زالفلد؛ 1724-1800. 24. فرانتس دوق ساكس-كوبرغ-زالفلد؛ 1750-1806. 25. إرنست الأول دوق ساكس-كوبرغ وغوتا؛ 1784-1844. 26. ألبرت أمير ساكس-كوبرغ وغوتا؛ 1819-1861. 27. إدوارد السابع ملك المملكة المتحدة؛ 1841-1910. 28. جورج الخامس ملك المملكة المتحدة؛ 1865-1936. 29. جورج السادس ملك المملكة المتحدة؛ 1895-1952. 30. إليزابيث الثانية ملكة المملكة المتحدة؛ 1926-2022. |

## روابط خارجية
- الملكة في الموقع الرسمي للعائلة المالكة البريطانية (بالإنجليزية).
- الملكة إليزابيث الثانية في الموقع الرسمي لحكومة كندا (بالإنجليزية).
- إليزابيث الثانية على موقع IMDb (الإنجليزية)
- إليزابيث الثانية على موقع ميتاكريتيك (الإنجليزية)
- إليزابيث الثانية على موقع الموسوعة البريطانية (الإنجليزية)
- إليزابيث الثانية على موقع روتن توميتوز (الإنجليزية)
- إليزابيث الثانية على موقع مونزينجر (الألمانية)
- إليزابيث الثانية على موقع ألو سيني (الفرنسية)
- إليزابيث الثانية على موقع ميوزك برينز (الإنجليزية)
- إليزابيث الثانية على موقع أول موفي (الإنجليزية)
- إليزابيث الثانية على موقع إن إن دي بي (الإنجليزية)
- إليزابيث الثانية على موقع أول ميوزيك (الإنجليزية)